# متحف جاك السفاح
متحف جاك السفاح هو متحف وموقع جذب سياحي افتُتح في أغسطس 2015 في شارع كابل في لندن. يحيي المتحف سيرة الطرف الشرقي من لندن حيث وقعت جرائم قتل جاك السفاح التي لم يتم حلها في عام 1888، ويعرض بعض المصنوعات اليدوية الأصلية من تلك الفترة بالإضافة إلى المعروضات الشمعية لمسرح الجريمة ومجموعاتها. أسس المتحف مارك بالمر إيدجكومب الرئيس السابق لشعبةالتعددية الثقافية وإدارة التنوع في جوجل.
وصف تطبيق تخطيط المشروع المتحف بأنه متحف لتاريخ المرأة. لم يُكشف عن تغيير تركيزه إلى جاك السفاح إلا بعدما أصبحت واجهة المبنى مرئية بعد عام، مما أدى إلى العديد من الاحتجاجات.

## المعارض
يتضمن المعرض المكون من خمس غرف لعرض مركز الشرطة في شارع ليمان حيث حاول المحققون التعرف على القاتل، وغرفة نوم الضحية ماري جين كيلي، ومشهد مقتل كاثرين أيدوس، مع تمثال للشرطي إدوارد واتكينز يقف بجانبها . كما يشمل المتحف نسخة من مشرحة في الطابق السفلي تخليدُا لذكرى الضحايا الكنسيين الخمسة، ماري آن نيكولز وآني تشابمان وإليزابيث سترايد وكاثرين إدويز وماري جين كيلي، بالإضافة إلى إيما إليزابيث سميث وأليس ماكنزي وفرانسيس كولز.
توجد أيضًا الصافرة التي استخدمها الشرطي إدوارد واتكينز لاستدعاء المساعدة عندما اكتشف جثة أيدوس، وحقيبة الهراوة والدفتر الذي كان يحمله.

## تاريخ المتحف
وصف تطبيق التخطيط تغيير استخدام المهندسين المعماريين في بالمر إيدجكمبر في أغسطس 2014 خططًا لتحويل المبنىالمبني على الطراز الفيكتوري المهجور إلى متحف تاريخ المرأة، والذي وصفه بأنه أول متحف نسائي في المملكة المتحدة. تضمن التطبيق رسومًا توضيحية لمؤيدي حق الاقتراع والمساواة في الأجور، وأشار إلى إغلاق مكتبة النساء في وايت تشابل في عام 2013، قائلاً إن هذا المتحف سيكون المورد الوحيد المخصص في الطرف الشرقي لتاريخ المرأة. وجاء في التطبيق: سوف يكرم المتحف ويحتفي بنساء شرق لندن اللواتي شكلن التاريخ، ويحكي قصص أدوارهن الفعالة في تغيير المجتمع. كما سيحلل التجربة الاجتماعية والسياسية والمحلية من العصر الفيكتوري حتى يومنا هذا.
عندما أُزيلت أغلفة الموقع في عام 2015، صُدم السكان المحليون لرؤية متحف جاك السفاح المُخصص لجرائم قتل النساء المحليات التي لم تُحل، إذ لم يتم إبلاغهم بتغيير تركيز المتحف. نُظمت الاحتجاجات مرارًا وتكرارًا، حيث هددت منظمة كلاس وور المناهضة للتحسين بمزيد من الاحتجاجات بعد حدث الهالوين الشهير حيث تمت دعوة الزوار لالتقاط صور مع ممثلين يلعبون دور القاتل وضحاياه المشوهين.
ووصف أندرو ووه مهندس المتحف المشروع بأنه قمامة بذيئة ضد النساء، ووصف نفسه بأنه تعرض للخداع لتقديم أجر منخفض للعمل في متحف يحتفي بالنساء في الطرف الشرقي للندن. وقال ووه إنه لم يكن ليمس المشروع إذا كان يعرف كيف سيتم تسويقه في نهاية المطاف. وقال جون بيغز عمدة تاور هامليتس إن مسؤولي التخطيط في المتحف قد ضللوهم عند تقديم طلب الإنشاء. ورُفض في عام 2016 تصريح تخطيط بأثر رجعي لمالكي المتحف لواجهته وأُمروا بتغيير لافتات المتحف وإزالة مصراع الأسطوانة المثبت دون إذن تخطيط في عام 2015 بعد أن حطم المتظاهرون النافذة. اعتبرت لجنة المراقبة على التخطيطات أن واجهة المحل تضر بشارع كابل المصنف كمنطقة محمية. وبحلول عام 2017، كان المتحف قد فقد استئنافه إلى وزير الخارجية وفشل في الامتثال لتغيير اللافتات وإزالة المصراع. وأعاد المتحف تصميم واجهته في عام 2018.
دافع المتحف عن موقفه، وقال بالمر إيدجكومب: "لقد خططنا لإنشاء متحف حول التاريخ الاجتماعي للمرأة ولكن مع تطور المشروع، قررنا أن الزاوية الأكثر إثارة للاهتمام كانت من منظور ضحايا جاك السفاح".
شارك بالمر إيدجكومب في معرض عن القاتل المتسلسل في متحف لندن دوكلاندز في عام 2008، وكان مديرًا مشاركًا لشركة متحف جاك السفاح في لندن المحدودة في عام 2012. وقال إنه صرح بوضوح أثناء مناقشات التخطيط أن متحف تاريخ المرأة سوف يستند إلى حد كبير على معرض جاك السفاح هذا، وأن وثيقة التخطيط تضمنت عددًا من صوره.